# Andrew Train
Andrew John Train (Pelsall, 21 de septiembre de 1963) es un deportista británico que compitió en piragüismo en las modalidades de aguas tranquilas y maratón.
Ganó seis medallas en el Campeonato Mundial de Piragüismo entre los años 1985 y 1997. En la modalidad de maratón, obtuvo cuatro medallas en el Campeonato Mundial de Piragüismo en Maratón entre los años 1988 y 1998.

## Palmarés internacional
| Campeonato Mundial | Campeonato Mundial     | Campeonato Mundial | Campeonato Mundial |
| Año                | Lugar                  | Medalla            | Competición        |
| ------------------ | ---------------------- | ------------------ | ------------------ |
| 1985               | Malinas (Bélgica)      | Medalla de plata   | C2 10 000 m        |
| 1987               | Duisburgo (RFA)        | Medalla de bronce  | C2 10 000 m        |
| 1991               | París (Francia)        | Medalla de bronce  | C1 10 000 m        |
| 1991               | París (Francia)        | Medalla de bronce  | C2 10 000 m        |
| 1993               | Copenhague (Dinamarca) | Medalla de plata   | C2 10 000 m        |
| 1997               | Dartmouth (Canadá)     | Medalla de bronce  | C2 1000 m          |

| Campeonato Mundial | Campeonato Mundial          | Campeonato Mundial | Campeonato Mundial |
| Año                | Lugar                       | Medalla            | Competición        |
| ------------------ | --------------------------- | ------------------ | ------------------ |
| 1988               | Nottingham (Reino Unido)    | Medalla de oro     | C2                 |
| 1994               | Ámsterdam (Países Bajos)    | Medalla de plata   | C2                 |
| 1996               | Vaxholm (Suecia)            | Medalla de oro     | C2                 |
| 1998               | Ciudad del Cabo (Sudáfrica) | Medalla de oro     | C2                 |